# Cinéma de la perestroïka
Le cinéma de la perestroïka désigne l'activité cinématographique en Union soviétique pendant la période de la perestroïka. Il existe différents points de vue concernant le cadre temporel et la périodisation de la perestroïka, mais il est généralement admis de considérer 1985 comme le début officiel du « cours de la perestroïka » politique (en fait, les changements radicaux ont commencé en 1987) ; la fin de l'ère de la perestroïka est généralement considérée comme étant 1991 - l'année de l'effondrement de l'URSS et de l'obtention par les anciennes républiques soviétiques du statut d'États indépendants et souverains.
Cette périodisation est également acceptable pour désigner la période du « cinéma de la perestroïka » dans l'histoire du cinéma russe, mais une opinion courante (en particulier dans les études cinématographiques) est que la « perestroïka » dans le cinéma a commencé plus tôt que dans la vie sociale et politique du pays. En particulier, l'un des premiers films de style « perestroïka » a été L'Épouvantail (1983) de Rolan Bykov. Cependant, les films de la perestroïka ont commencé à sortir en masse en 1987, lorsque les changements dans le pays ont pris une ampleur considérable.

## Le contexte sociopolitique et culturel de l'ère de la perestroïka
La nouvelle politique d'« accélération et de perestroïka », proclamée lors du plénum du comité central du PCUS en avril 1985 et effectivement mise en œuvre à partir de 1987, a marqué une période de l'histoire de l'URSS caractérisée par d'importantes réformes économiques, politiques et sociales, la démocratisation générale de toutes les sphères de la vie, la mise en place d'une politique de glasnost, qui impliquait un assouplissement de la censure dans les médias et le retour dans le discours public de sujets auparavant tabous, ainsi qu'une politique de « nouvelle pensée » dans la sphère des relations internationales.
Pendant l'ère de la perestroïka, pratiquement toutes les œuvres littéraires de Vassili Grossman, Andreï Platonov, Evgueni Zamiatine, Mikhaïl Boulgakov et Boris Pasternak, qui avaient été interdites, ont été publiées. Le film Le Repentir de Tenguiz Abouladzé (tourné en 1984 et resté « sur l'étagère ») a été diffusé sur les grands écrans, ce qui a marqué, selon l'opinion populaire dans les études cinématographiques, le début de la perestroïka dans le cinéma.
En 1986, une commission de l'Union des directeurs de la photographie a été créée pour décider du sort de nombreux longs métrages inédits. Les films Raspoutine, l'agonie d'Elem Klimov, La Vérification d'Alexeï Guerman, Le Thème de Gleb Panfilov et d'autres ont été « réhabilités ».
L'ère de la perestroïka a mis fin aux processus qui ont finalement consolidé l'existence de la sphère culturelle en deux variantes : officielle et non officielle. La culture « officielle » reposait sur différents types d'unions créatives réunissant des représentants de la nomenklatura et des artistes. La « variante non officielle » a commencé à se former pendant le cinéma du dégel (années 1950) et s'est partiellement manifestée jusqu'en 1985. Ces deux branches existaient en parallèle et étaient représentées dans presque tous les types d'art.

## Histoire
L'une des principales réalisations de la période de la perestroïka dans le domaine du cinéma a été la disparition progressive du phénomène des « mises au placard » (russe : по́лки ; litt. « mise sur l'étagère ») : la découverte de films soviétiques précédemment inconnus qui avaient été mis de côté pour diverses raisons, telles que « erreurs idéologiques, incompatibilité avec les canons esthétiques du réalisme socialiste », incompatibilité avec la vision officielle de la moralité, émigration des auteurs du film, pression des comités républicains et ingérence d'agences intéressées. Dans une interview, le réalisateur Karen Chakhnazarov
, qui a réalisé deux films cultes pendant l'ère de la Perestroïka — Le Coursier et La Ville zéro — a déclaré que la période de la perestroïka était unique dans l'histoire du cinéma mondial, et une période idéale pour les cinéastes.
« Уже можно было снимать то, что ты хотел, и при этом государство тебя ещё финансировало. Это был рай, но мы тогда этого, наверное, в полной мере не понимали. До этого было госфинансирование, но и цензура. После 1991 года вроде и снимать можешь, что хочешь, но денег не найдёшь, а когда найдёшь, тебе уже скажут, что снимать. Бывает цензура коммерческая и идеологическая. Перестройка была единственным идеальным периодом для нашего брата, кинематографиста. »
— Karen Chakhnazarov

« Vous pouviez filmer ce que vous vouliez et l'État continuait à vous financer. C'était le paradis, mais nous n'en avions probablement pas pleinement conscience à l'époque. Avant cela, il y avait des financements publics, mais aussi de la censure. Après 1991, vous pouviez filmer ce que vous vouliez, mais vous ne pouviez pas trouver l'argent, et quand vous le trouviez, ils vous disaient quoi filmer. Il y a une censure commerciale et idéologique. La perestroïka était la seule période idéale pour nos frères cinéastes. »
La cinéaste Kira Mouratova a rappelé que
« Самый лучший для меня был период — это Перестройка: еще не было власти денег, безоговорочно провозглашенной и практикуемой, а идеология была отменена. »
— Kira Mouratova

« La meilleure période pour moi a été la perestroïka : il n'y avait pas encore de pouvoir de l'argent, proclamé et pratiqué sans condition, et l'idéologie était abolie. »

### Drames sociaux
Le cinéma de l'ère de la perestroïka a existé à différents niveaux et dans différents genres. Un grand nombre de longs métrages de genre sont sortis sur les écrans, parmi lesquels le genre du drame social occupe une place particulière. Ce genre est devenu un symbole symptomatique du « temps nouveau » et une problématique, positionné comme un cinéma très social ayant le potentiel de montrer une « issue démocratique » aux situations complexes d'une période historique critique.
Le sujet des films du genre drame social ou drame de la jeunesse touche presque toujours aux questions d'actualité de l'époque : les relations entre les anciennes et les nouvelles générations, les problèmes de la prostitution, de la toxicomanie, les particularités de l'émergence de l'économie de marché et du capitalisme naissant, etc. Voici quelques films notables dans le genre du drame social : Un accident à l'échelle de la région (ru), Interfille, La Petite Véra, Bespredel (ru), Je m'appelle Arlequin (ru), Igla, Chère Elena Sergueïevna, La Petite Marionnette, Tragédie dans le style rock, Le Syndrome asthénique.

### Cinéma parallèle
Le cinéma parallèle soviétique (ru) est apparu en URSS au début des années 1980 grâce au travail d'artistes pour qui la voie directe vers le « grand écran » était fermée. Des phénomènes cinématographiques similaires sont apparus bien plus tôt en Occident et le statut de ces courants est différent : le « cinéma indépendant » occidental est plutôt « perpendiculaire » au courant dominant traditionnel, tandis que le cinéma indépendant russe du milieu des années 80 était, selon les historiens du cinéma, exactement « parallèle » : Il est apparu principalement comme un cinéma non professionnel (plutôt que comme le résultat de désaccords artistiques ou idéologiques avec le cinéma traditionnel), et a existé grâce au financement de l'État, principalement parmi les studios de cinéma amateurs et universitaires. Les futurs meneurs du mouvement des cinéastes parallèles, les frères Igor (ru) et Gleb Aleïnikov (ru), ont réalisé leurs premiers films à partir d'extraits de cassettes éducatives et d'actualités officielles. Les « nécroréalistes (ru) » de Leningrad, menés par Ievgueni Youfit (ru), utilisent des pellicules périmées, des caméras de cinéma amateur et privilégient les tournages bon marché. Sergueï Selianov (ru), Irina Evteïeva (ru) et Evgueni Kondratiev (ru) sont également considérés comme des réalisateurs de « cinéma parallèle ». Depuis le milieu des années 1980, les premiers festivals de « cinéma parallèle » ont vu le jour, les expériences sont échangées, les films sont projetés ensemble et les films sont discutés.

### Cinéma d'auteur
Pendant la période de la perestroïka, les réalisateurs qui constituaient leur propre langage cinématographique dans leurs films ont continué à travailler. Parmi ces réalisateurs figurent Alexeï Guerman père, Kira Mouratova, Alexandre Sokourov, Otar Iosseliani, Tenguiz Abouladze et d'autres.
L'historien du cinéma M. Medvedev distingue dans l'éventail du cinéma de la perestroïka une couche de cinéma « d'auteur », dont les représentants (Bako Sadykov (ru), Konstantine Lopouchanski, Alexandre Kaïdanovski, Ivan Dykhovitchny et d'autres), existant entre le cinéma d'avant-garde et le cinéma d'auteur, n'ont pas inventé de nouvelles formes de langage cinématographique, mais ont néanmoins rempli une fonction importante d'adaptation des nouvelles idées et de l'esthétique cinématographique.